# Mistrzostwa Azji w piłce nożnej plażowej
Mistrzostwa Azji w piłce nożnej plażowej (ang. AFC Beach Soccer Championship) – coroczne rozgrywki rozgrywane od 2006 roku, mające na celu wyłonić najlepszą drużynę w Azji. Dotychczas turniej odbył się czterokrotnie – w latach 2006–2009 w Dubaju. Dwie najlepsze drużyny reprezentują kontynent na mistrzostwach świata

## Historia

### Wyniki
| Rok            | Gospodarz                             | Mistrz                       | Wicemistrz | 3 miejsce |
| -------------- | ------------------------------------- | ---------------------------- | ---------- | --------- |
| 2006 Szczegóły | Zjednoczone Emiraty Arabskie, · Dubaj | Bahrajn                      | Japonia    | Iran      |
| 2007 Szczegóły | Zjednoczone Emiraty Arabskie, · Dubaj | Zjednoczone Emiraty Arabskie | Japonia    | Iran      |
| 2008 Szczegóły | Zjednoczone Emiraty Arabskie, · Dubaj | Zjednoczone Emiraty Arabskie | Japonia    | Iran      |
| 2009 Szczegóły | Zjednoczone Emiraty Arabskie, · Dubaj | Japonia                      | Bahrajn    | Oman      |

### Medaliści
| Team                         | Mistrzostwo    | Wicemistrzostwo      | Trzecie miejsce      |
| ---------------------------- | -------------- | -------------------- | -------------------- |
| Zjednoczone Emiraty Arabskie | 2 (2007, 2008) | -                    | -                    |
| Japonia                      | 1 (2009)       | 3 (2006, 2007, 2008) | -                    |
| Bahrajn                      | 1 (2006)       | 1 (2009)             |                      |
| Iran                         | -              | -                    | 3 (2006, 2007, 2008) |
| Oman                         | -              | -                    | 1 (2009)             |